# Сульц-су-Форе
Сульц-су-Форе (фр. Soultz-sous-Forêts) — коммуна на северо-востоке Франции в регионе Гранд-Эст (бывший Эльзас — Шампань — Арденны — Лотарингия), департамент Нижний Рейн, округ Агно-Висамбур, кантон Висамбур. До марта 2015 года коммуна являлась административным центром одноимённого упразднённого кантона (округ Висамбур).
Площадь коммуны — 15,15 км², население — 2645 человек (2006) с тенденцией к росту: 3035 человек (2013), плотность населения — 200,3 чел/км².

## Население
Население коммуны в 2011 году составляло 2970 человек, в 2012 году — 3011 человек, а в 2013-м — 3035 человек.
| 1962 | 1968 | 1975 | 1982 | 1990 | 1999 | 2006 | 2008 | 2011 | 2012 | 2013 |
| ---- | ---- | ---- | ---- | ---- | ---- | ---- | ---- | ---- | ---- | ---- |
| 1698 | 1877 | 1924 | 2289 | 2185 | 2494 | 2645 | 2876 | 2970 | 3011 | 3035 |

Динамика населения:

## Экономика
В 2010 году из 1901 человек трудоспособного возраста (от 15 до 64 лет) 1483 были экономически активными, 418 — неактивными (показатель активности 78,0 %, в 1999 году — 71,9 %). Из 1483 активных трудоспособных жителей работали 1347 человек (734 мужчины и 613 женщин), 136 числились безработными (66 мужчин и 70 женщин). Среди 418 трудоспособных неактивных граждан 131 были учениками либо студентами, 147 — пенсионерами, а ещё 140 — были неактивны в силу других причин.

## Достопримечательности (фотогалерея)
- Здание мэрии
- Старый дом
- Шато
- Дом протестантского священника
- Старый дом католического священника
- Фахверковый дом
- Фахверковый дом
- Старая ферма
- Старые фермы
- Церковь святых Петра и Павла
- Интерьер, вид на алтарь
- Орган
- Протестантская церковь
- Симультанеум
- Свод в готическом стиле с фресками
- Синагога